# Anthony Beltoise
Anthony Beltoise (ur. 21 lipca 1971 roku w Neuilly-sur-Seine) – francuski kierowca wyścigowy.

## Kariera
Beltoise rozpoczął karierę w wyścigach samochodowych w 1993 roku od startów we Francuskiej Formule Renault, gdzie dwukrotnie stawał na podium. Z dorobkiem 38 punktów uplasował się na dziesiątej pozycji w klasyfikacji generalnej. Rok później w tej samej serii był siódmy. W późniejszych latach pojawiał się także w stawce Francuskiej Formuły 3, Masters of Formula 3, Grand Prix Monako Formuły 3, Formuły 3000, Renault Spider Europe, International Sports Racing Series, Renault Sport Clio Trophy, Belgian Procar, French Super Production Championship, 24-godzinnego wyścigu Le Mans, American Le Mans Series, Francuskiego Pucharu Porsche Carrera, Peugeot 206 RCC Cup France, French GT Championship, Porsche Supercup, FIA GT Championship, 24 Hours of Spa, Niemieckiego Pucharu Porsche Carrera, Mégane Trophy Eurocup, Le Mans Series, International GT Open, World Touring Car Championship, Formuły Le Mans, Senegal Endurance Championship, FIA GT3 European Cup, Lamborghini Super Trofeo, V de V Challenge Endurance, International GT Open, 2e Grand Prix Electrique, Blancpain Endurance Series, FIA GT Series oraz ADAC GT Masters.
W Formule 3000 Francuz wystartował w siedmiu wyścigach sezonu 1997. Jednak nigdy nie zdobywał punktów. Został sklasyfikowany na 26. miejscu w końcowej klasyfikacji kierowców.